# Pete Rodríguez (boogaloo)
 (mars 2021).
Si vous disposez d'ouvrages ou d'articles de référence ou si vous connaissez des sites web de qualité traitant du thème abordé ici, merci de compléter l'article en donnant les références utiles à sa vérifiabilité et en les liant à la section « Notes et références ».
Pour les articles homonymes, voir Pete Rodríguez et Rodríguez.
Pete Rodríguez, né le 16 avril 1932 dans le Bronx (New York) et mort le 11 mars 2024, est un compositeur et musicien américain de boogaloo, issu d'une famille originaire de Porto Rico.

## Biographie
Le groupe de Rodriguez, Pete Rodríguez y Su Conjunto, est spécialisé dans le boogaloo latin. Leur chanson la plus réussie, I Like It Like That (1967), a atteint les charts nationaux Billboard et a depuis été reprise à plusieurs reprises, notamment par les Blackout All-Stars pour la bande originale du film I Like de 1994. C'est comme ça. Il a reçu une nouvelle exposition en tant que bande originale de l'identité principale des cinémas Odéon de 1998 à 2003. Il figurait dans la bande originale du jeu vidéo Grand Theft Auto: Vice City Stories sur la station de radio fictive de musique latine Radio Espantoso. Avec Oh, c'est sympa ! (1967), a ensuite été échantillonné dans la chanson I Like It de 2018 enregistrée par Cardi B, Bad Bunny et J Balvin. Je l'aime comme ça a également été utilisé dans le film Chef (2014). Oye Mira a été échantillonné dans la chanson Vielen Dank de 2021 enregistrée par le groupe de hip-hop allemand 187 Strassenbande. Il a atteint la 5e place du classement Offizielle Deutsche Chart allemand le 28 mai 2021. Le 11 mars 2024, le compte Instagram officiel de Fania Records a informé le public de la mort de Pete Rodríguez.

## Discographie
- 1964 : Pete Rodríguez Y La Magnífica. At Last. Remo Records LPR - 1511.
- 1965 : Pete Rodríguez. The King Of The Boogaloo. Remo Records LP - 1517.
- 1966 : Pete Rodríguez Y Su Conjunto. Latin Boogaloo. Alegre Records 8520.
- 1966 : Pete Rodríguez Y Su Conjunto. I Like It Like That (A Mí Me Gusta Así). Alegre Records 8550.
- 1967 : Pete Rodríguez Y Su Conjunto. Oh, That’s Nice! (Ay, Que Bueno!). Alegre Records 8600.
- 1967 : Pete Rodríguez & His Orchestra. Boogaloo Navideño. Alegre Records 8610. 1967.
- 1968 : Pete Rodríguez & His Orchestra. Hot & Wild: Yo Vengo Soltando Chispas. Alegre Records 8650. 1968.
- 1969 : Pete Rodríguez & His Orchestra. Latin Soul Man. Alegre Records 8750.
- 1970 : Pete Rodríguez – Now. Alegre Records 8810.
- 1970 : Rubén Blades avec l'Orchestre de Pete Rodríguez. De Panamá a Nueva York. Rubén Blades avec l'Orchestre de Pete Rodríguez. Tico Records. Alegre Records 8850.
- 1971 : Pete Rodríguez & His Orchestra. Right On! (Ahí Ná Má!). WS Latino 4277.

## Sources
- (en) « Discographie », sur Discogs
- (en) Mr Bongo, « Pete Rodriguez - I Like It Like That + Aaron Jerome remix 7 », Buymrbongo,‎ 18 juillet 2008 (lire en ligne)